# Älta
Älta är en ort i Nacka kommun i Stockholms län, belägen i sydvästra delen av kommunen inom kommundelen Älta. Älta var tidigare en tätort, men 2015 sammanväxte tätorten med Stockholms tätort.

## Historia

### Äldre historia

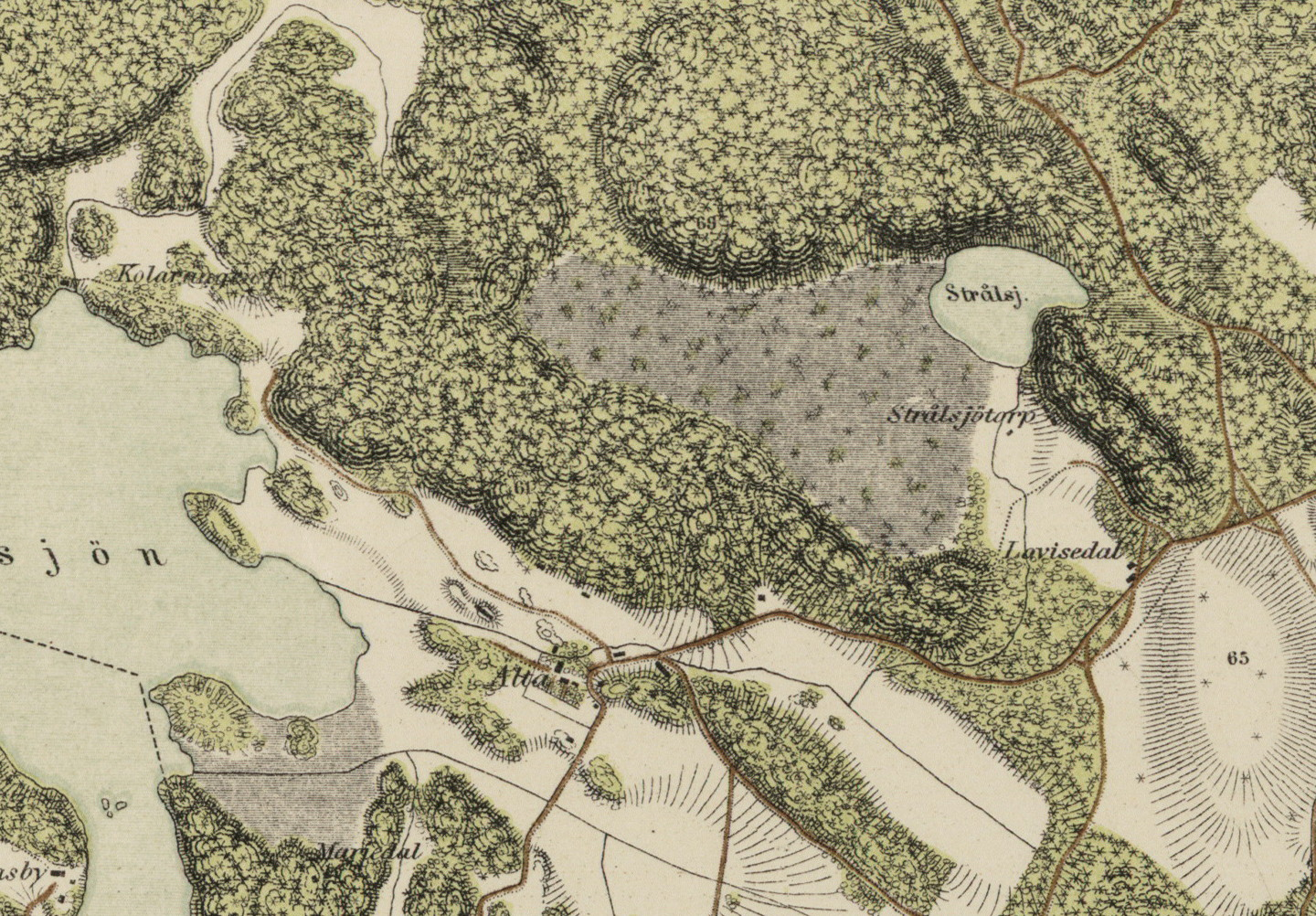
Älta gård med omgivning på 1860-talet.

Fram till 1625 var Älta gård ett frälsehemman som hade tillhört både säterierna Tyresö slott och Skarpnäck. Under en del av 1700-talet lydde Älta gård under Erstavik och var då ett arrendejordbruk. Huvudbyggnaden revs 1934 och återuppbyggdes år 1996 på flygelns plats med den gamla byggnaden som förlaga. Här finns sedan år 2007 en förskola.
Efter 1625 ökade inflyttningen från Nacka på grund av att industrierna vid Nacka ström var beroende av det vatten som kom från sjöarna kring Älta. Ältas äldsta bevarade byggnad är Lovisedalstorpet som härrör från senare delen av 1700-talet och gav bostadsområdet Lovisedal sitt namn. Stugan flyttades på 1990-talet till Älta gård, där det utgör sydöstra flygeln.
Tidiga industrier var ett tegelbruk vid Ältasjön, Älta Ångtvätt och en torvströfabrik, i närheten av torpet Lovisedal. Torven togs från Älta mosse vid Strålsjön. Inget av dem finns kvar längre.

### Det moderna Älta
I slutet av 1800-talet började dåvarande ägaren till Älta gård, Franz Witte, att stycka gårdens marker för fritidshus- och villabebyggelse. Witte hade förvärvat Älta 1880 och brukade gården mellan 1890 och 1908. År 1908 övertogs tomtförsäljningen av AB Witte & Co, som fortsatte in på 1930-talet. Älta folkskola (idag Älta skola) uppfördes 1919 och är ett bra exempel för klassicistisk skolarkitektur. År 1927 skedde en tillbyggnad av skolan, och i slutet av 1970-talet genomfördes omfattande om- och tillbyggnadsarbeten.
År 1925 var cirka 1 000 tomter bebyggda, de flesta med en- eller tvåfamiljshus. Många var sommarhus men det saknades vatten- och avlopp samt elektricitet och ordentliga vägar. Elektricitet kom först 1926. Det fanns inte heller en planerad utbyggnad och bebyggelsen liknade ofta en kåkstad. Även kommunikationerna var dåliga och först 1922 började en "bilomnibuss" trafikera sträckan Enskede-Skarpnäck-Älta-Vendelsö. 
År 1928 utfärdades en byggnadsordning av regeringen som bland annat bestämde att tomtstorlek för enfamiljshus skulle vara minst 1 500 m² och för tvåfamiljshus minst 3 000 m². I början av 1940-talet utfärdades ett nybyggnadsförbud som varade in på 1960-talet. Anledningen var bland annat stora problem med vatten- och avlopp. Efter att nybyggnadsförbudet upphävdes började bostadsområdet Stensö byggas. Området tillkom mellan 1965 och 1971 i ramen för miljonprogrammet. Älta köpcentrum (idag Älta centrum) invigdes 1968 och var då ett av Stockholms första köpcentrum inomhus (efter Sätra centrum som invigdes tre år tidigare). I centrumanläggningen finns även vårdcentral och bibliotek.
Älta kyrka med församlingslokaler uppfördes 1994 efter ritningar av arkitekt Per Johansson och invigdes i september samma år. Ältahallen med Älta ishall öppnade år 2004. Ett nytt bostadsområde uppförs mellan 2008 och 2017 i Södra Hedvigslund och för gamla grustäkten och industriområdet Ältadalen inleddes år 2000 projektarbetet för ny bebyggelse med omkring 220 friliggande småhus. Detaljplanen för Ältadalen vann laga kraft den 19 september 2015. Området är del av en kommunal satsning som går under namnet "Ännu mera Älta 2025".

### Befolkningsutveckling
| Befolkningsutvecklingen i Älta 1950–2010 | Befolkningsutvecklingen i Älta 1950–2010 | Befolkningsutvecklingen i Älta 1950–2010 | Befolkningsutvecklingen i Älta 1950–2010 | Befolkningsutvecklingen i Älta 1950–2010 |
| ---------------------------------------- | ---------------------------------------- | ---------------------------------------- | ---------------------------------------- | ---------------------------------------- |
|                                          |                                          |                                          |                                          |                                          |
| År                                       |                                          |                                          | Folkmängd                                | Areal (ha)                               |
| 1950                                     | 1950                                     |                                          | 1 459                                    |                                          |
| 1960                                     | 1960                                     |                                          | 1 398                                    |                                          |
| 1965                                     | 1965                                     |                                          | 1 445                                    |                                          |
| 1970                                     | 1970                                     |                                          | 4 374                                    |                                          |
| 1975                                     | 1975                                     |                                          | 5 242                                    |                                          |
| 1980                                     | 1980                                     |                                          | 5 976                                    |                                          |
| 1990                                     | 1990                                     |                                          | 6 923                                    | 319                                      |
| 1995                                     | 1995                                     |                                          | 8 466                                    | 326                                      |
| 2000                                     | 2000                                     |                                          | 9 165                                    | 327                                      |
| 2005                                     | 2005                                     |                                          | 9 274                                    | 327                                      |
| 2010                                     | 2010                                     |                                          | 9 989                                    | 332                                      |
| Anm.: Sammanvuxen med Stockholm 2015.    |                                          |                                          |                                          |                                          |

## Samhället
I Älta ligger bostadsområdena Stensö, Kolarängen, Älta gård, Hedvigslund, Lovisedal och Ältadalen (planerad). Det finns tre grundskolor i Älta; Stavsborgsskolan, Sigfridsborgsskolan och Älta skola.

## Bilder
Äldre bebyggelse

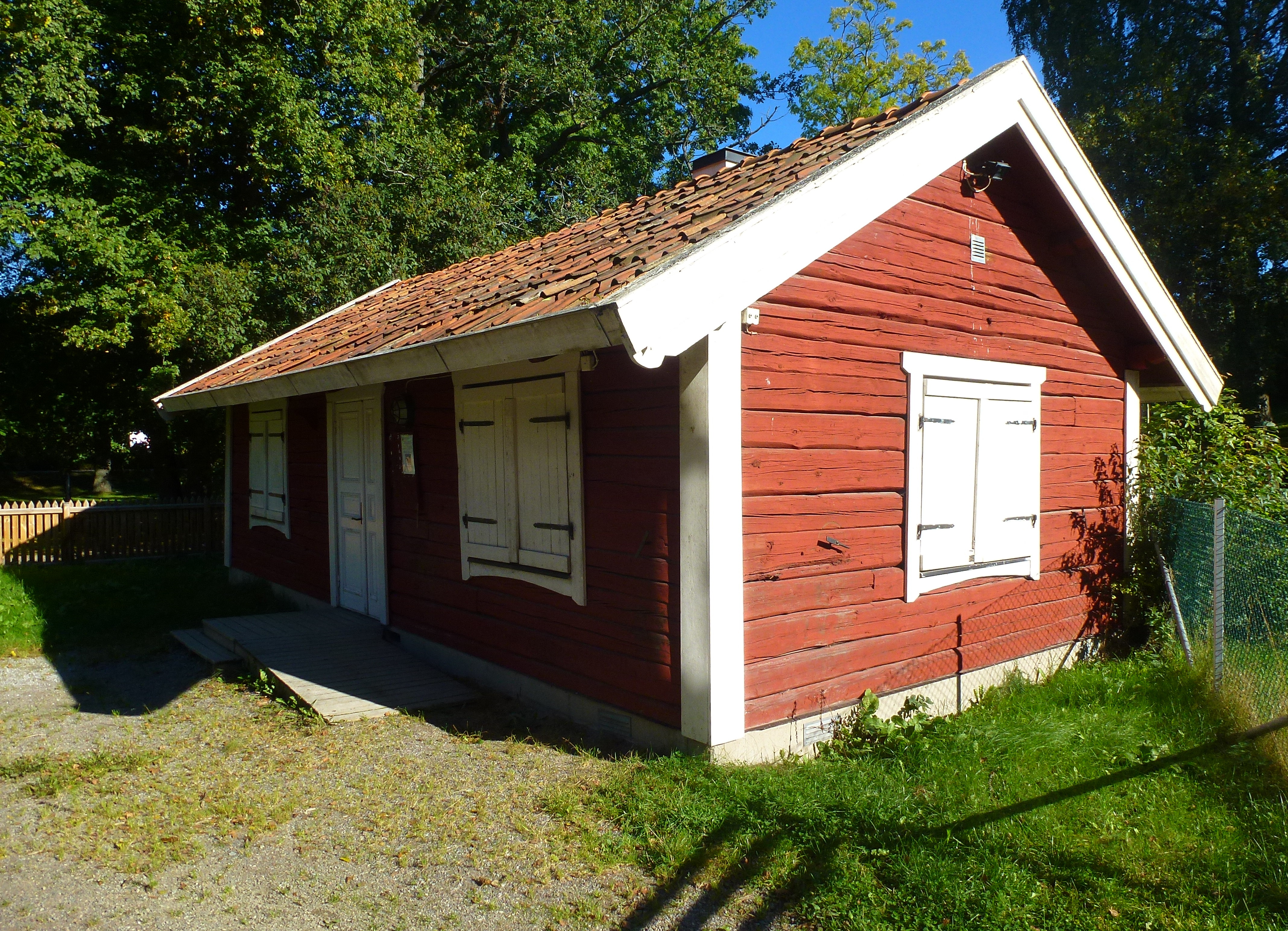
Lovisedalstorpet, Ältas äldsta byggnad
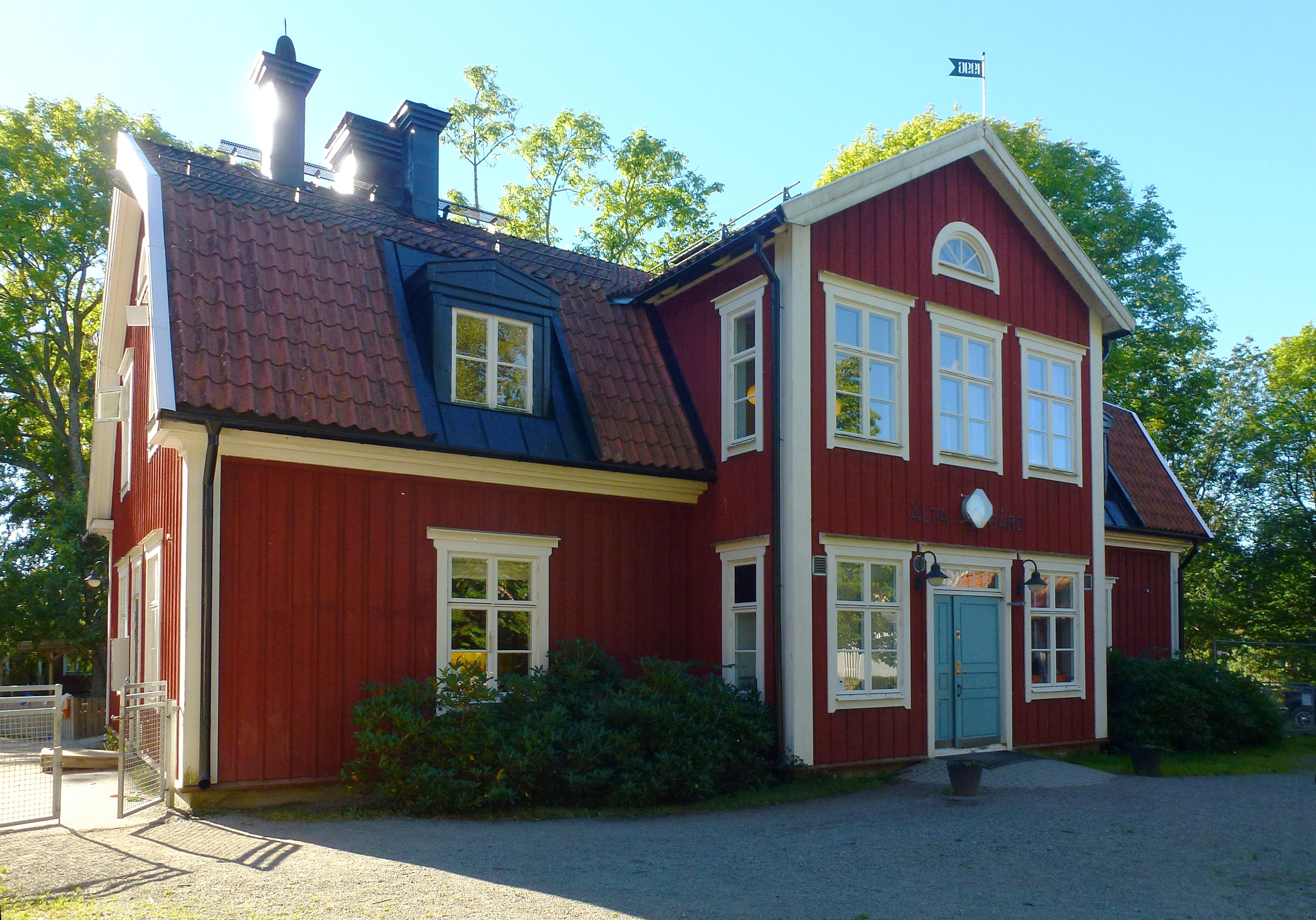
Älta gård
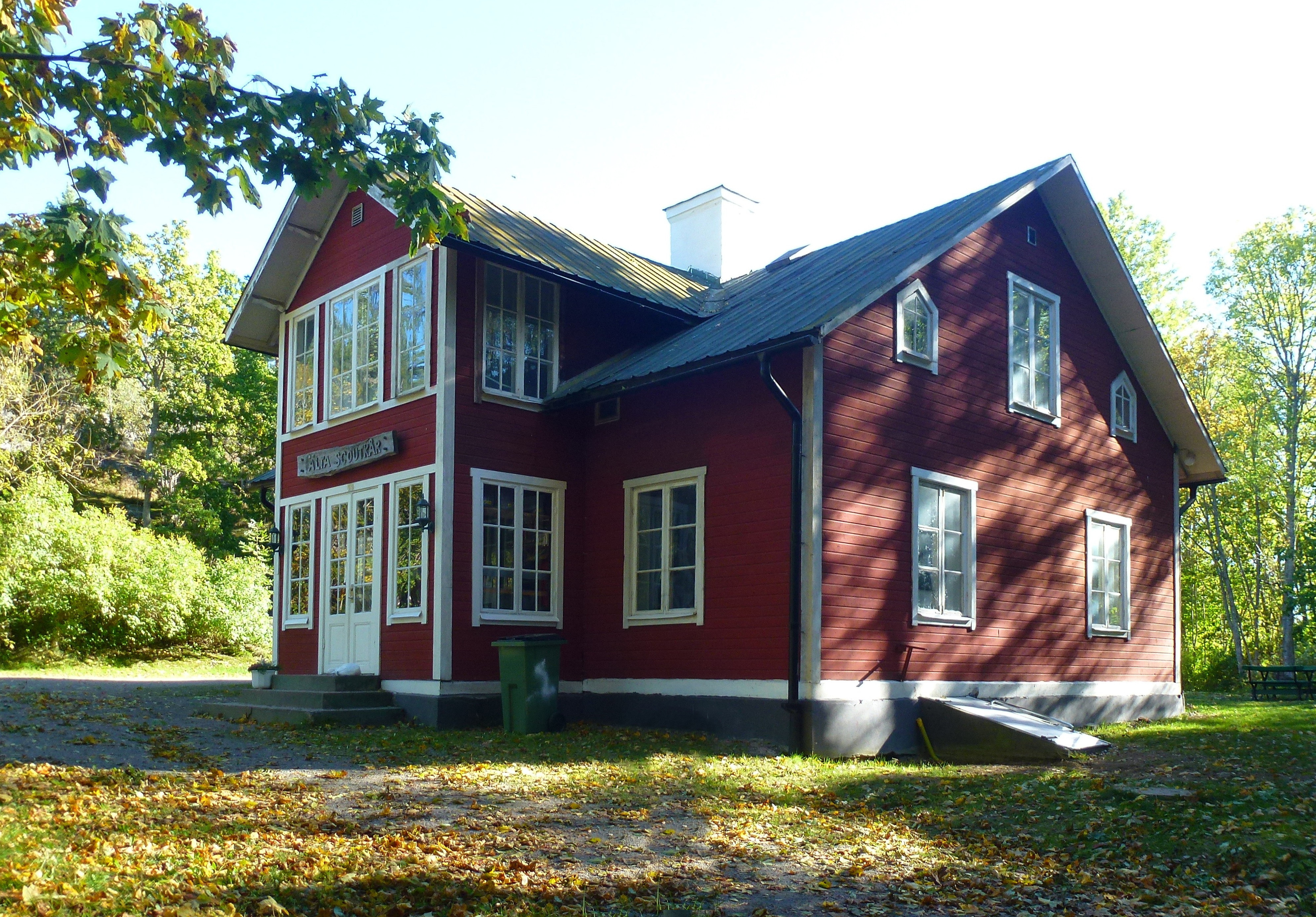
Hedvigslundstorpet
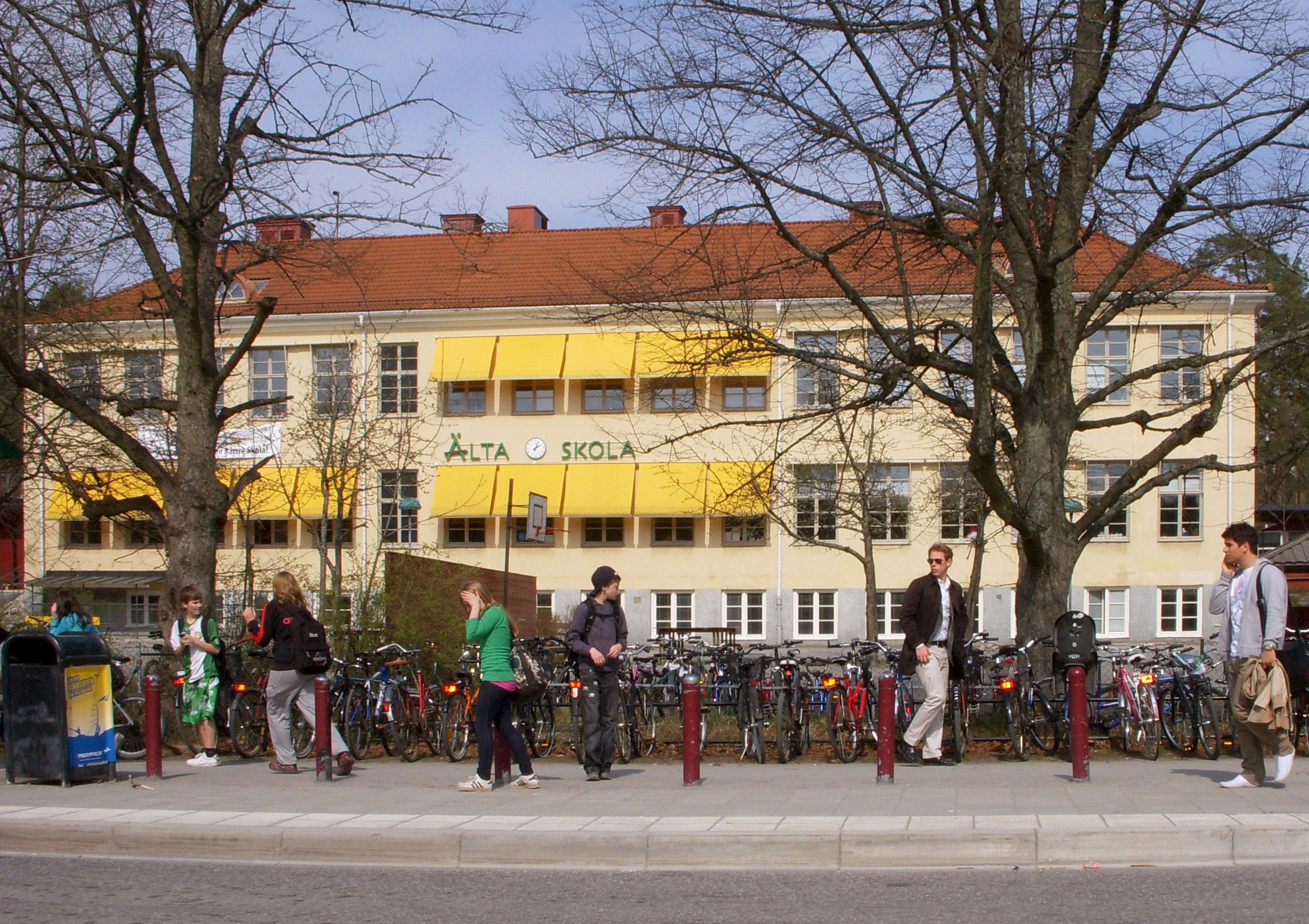
Älta skola

Modern bebyggelse

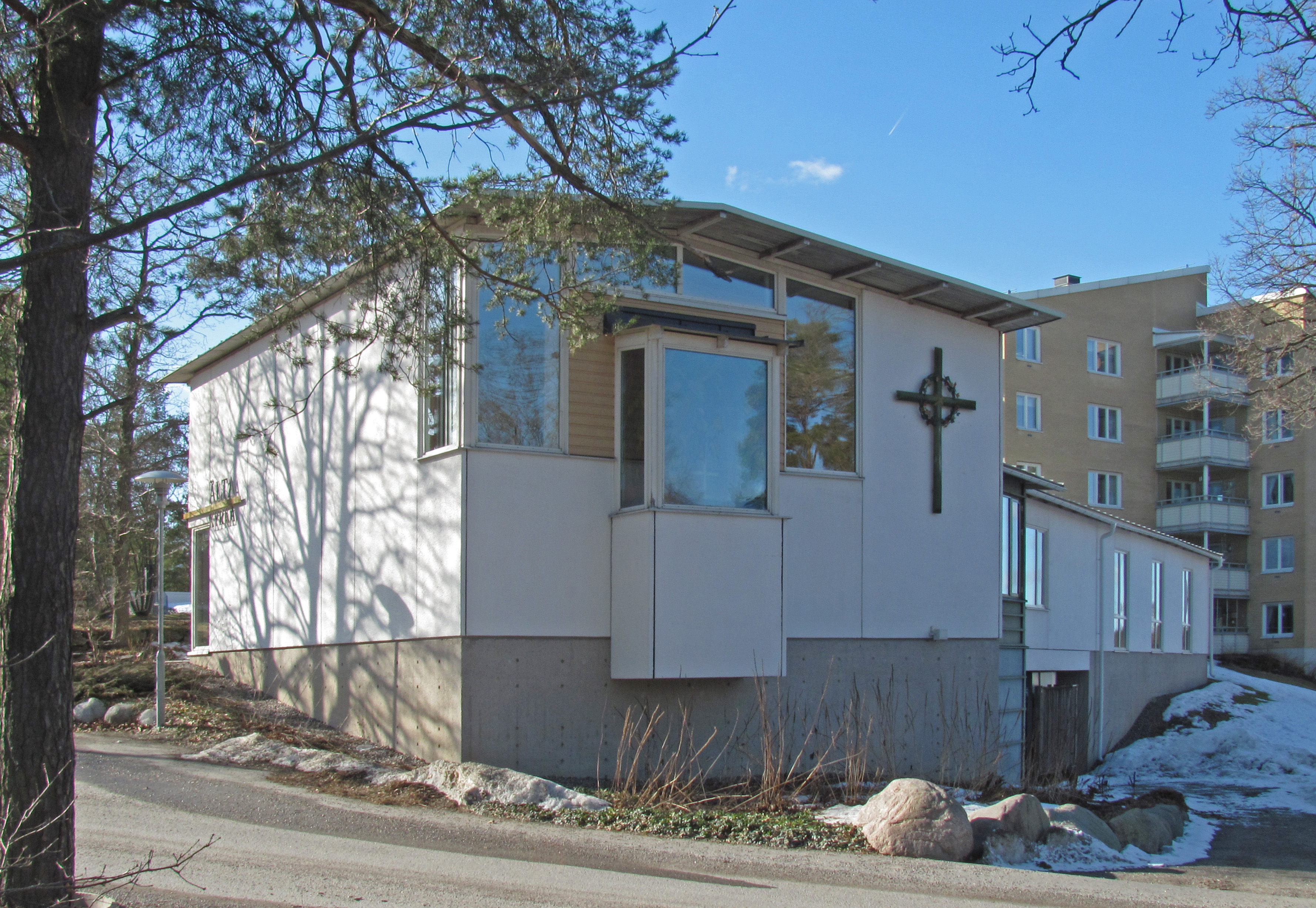
Älta kyrka
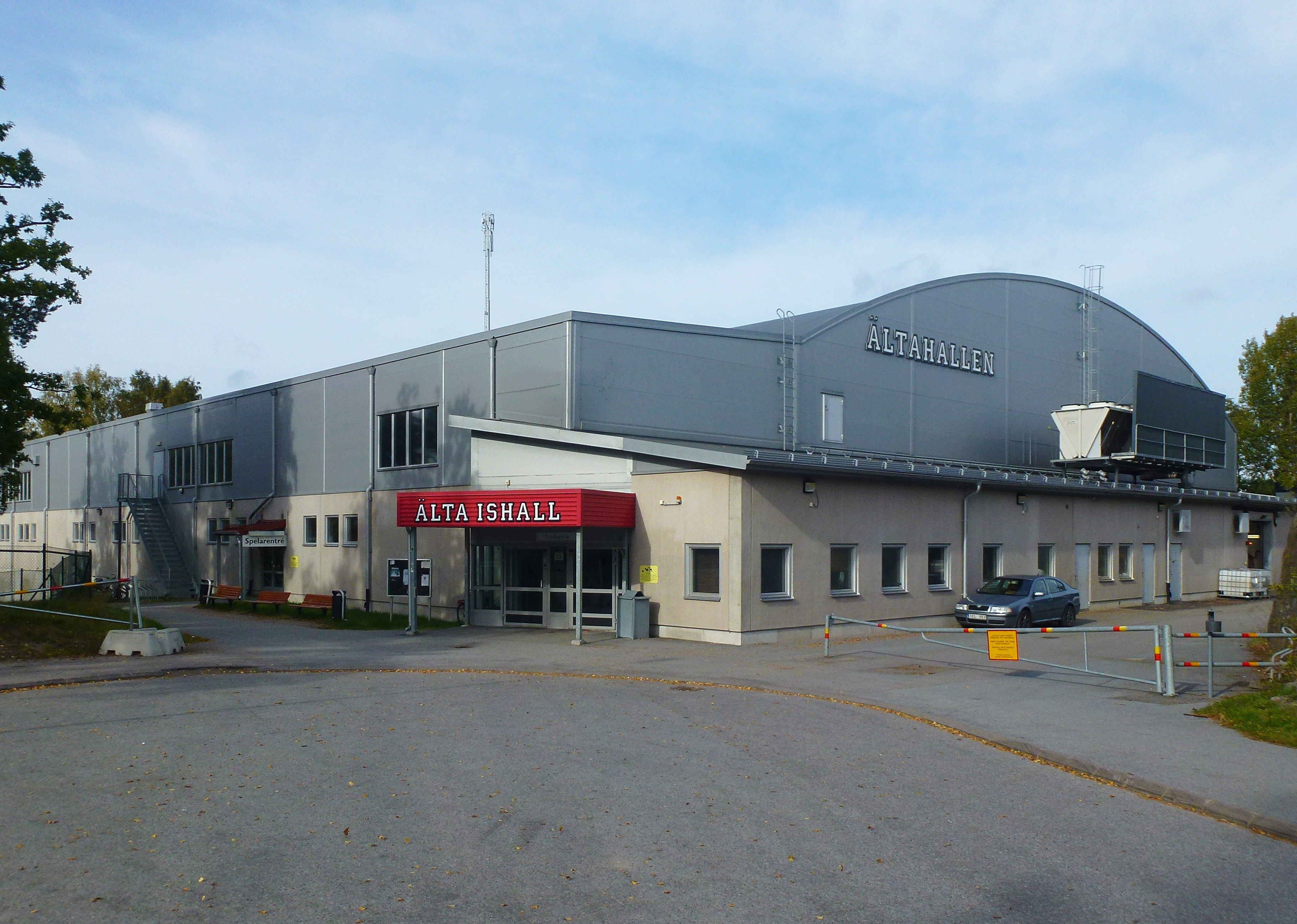
Ältahallen
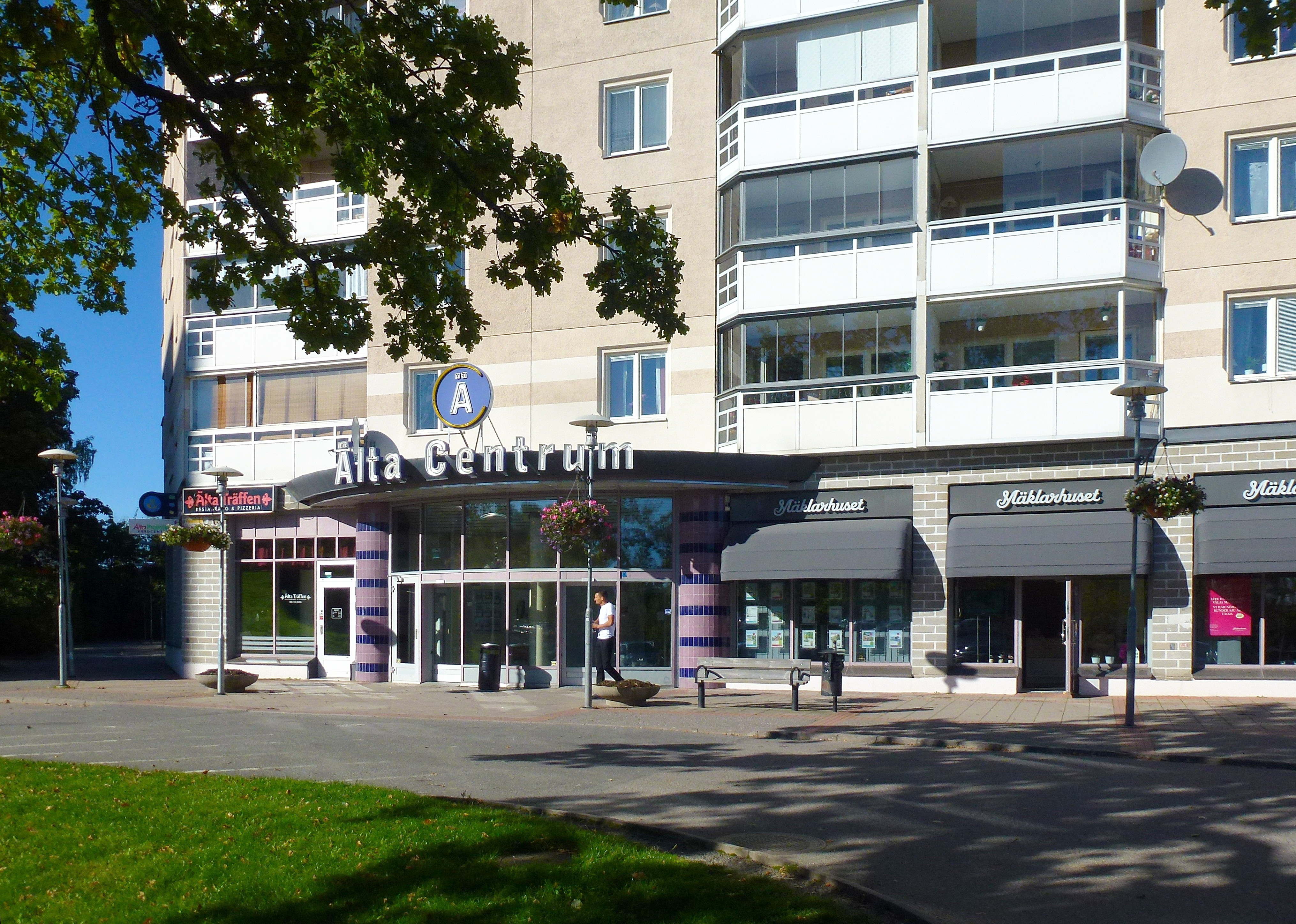
Älta centrum
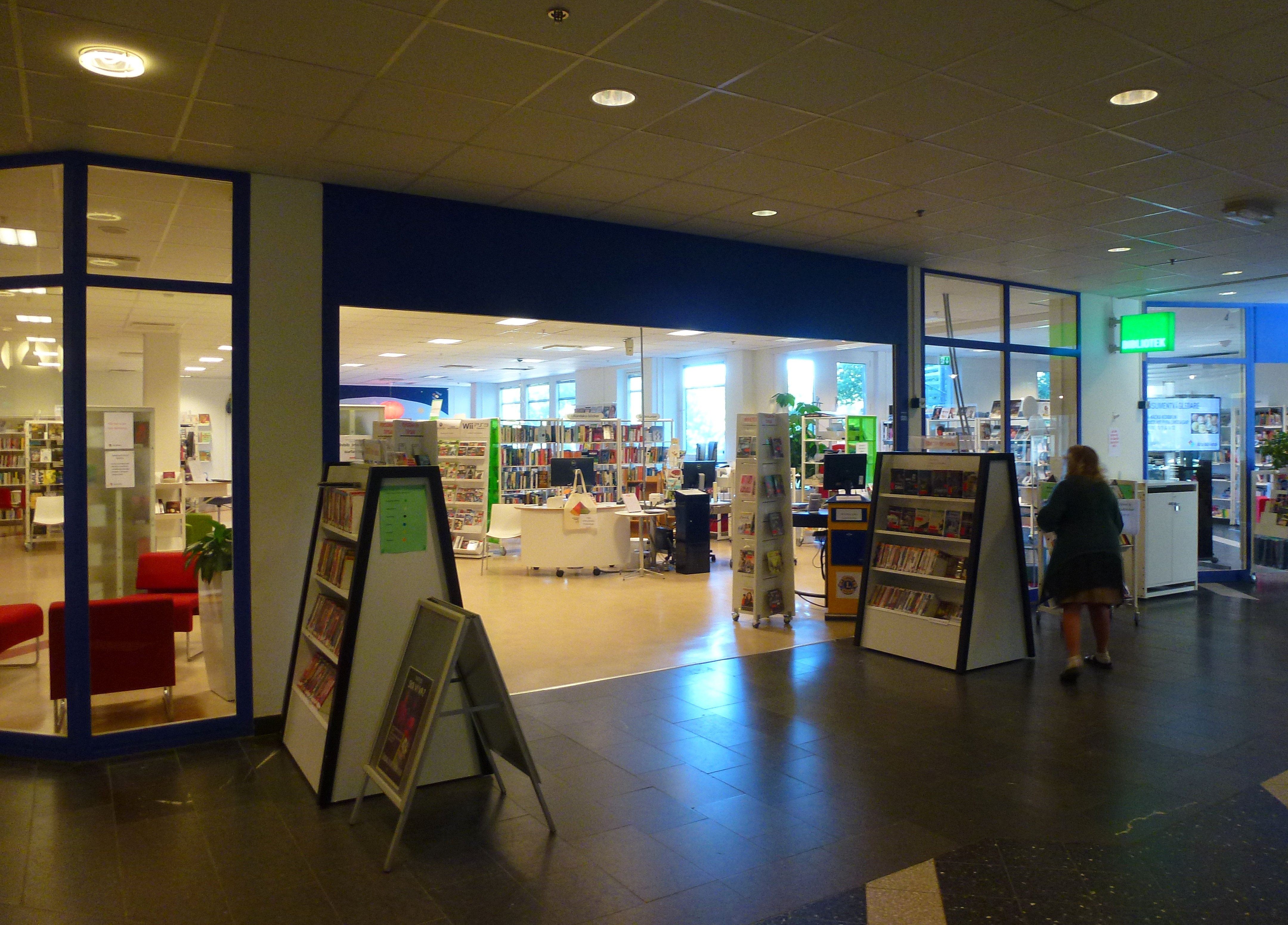
Älta bibliotek